# لؤلؤة والماسة
لؤلؤة والماسة (بالإنجليزية: Shimmer and Shine)‏ مسلسل رسوم متحركة أمريكي كندي بدأ عرضه في 24 أغسطس 2015 على فقرة نيك جونيور على قناة نكلوديون ومن ثم تلاها على نكلوديون العربية في ديسمبر 2015 وعلى قنوات نكلوديون ونيك جونيور العالميتين وقناة واي تيفي يتألف من 15 حلقة ويتألف الموسم 1 من 20 حلقة.

## روابط خارجية
- لؤلؤة والماسة على موقع IMDb (الإنجليزية)
- لؤلؤة والماسة على موقع روتن توميتوز (الإنجليزية)
- لؤلؤة والماسة على موقع كينوبويسك (الروسية)
- لؤلؤة والماسة على موقع ألو سيني (الفرنسية)
- لؤلؤة والماسة على موقع قاعدة بيانات الفيلم (الإنجليزية)